# اره و اوره و شمسی کوره
عبارت اَرِه و اوره و شمسی کوره، که در زبان کوچه و بازار زیاد شنیده می‌شود و مدتها است در وبلاگ‌های فارسی هم رواج دارد، معادل «تام، دیک، هری» در زبان انگلیسی و مترادف «همه» است. معادل دیگر این عبارت در زبان انگلیسی، "All the world and his wife" است.
- فلانی همه را با خودش آورده بود. کم مانده بود اَرِه و اوره و شمسی کوره را هم بیاورد.
تعبیر فوق در زبانهای زیادی موجود است و در خیلی از کشورها به نوعی شنیده می‌شود.
اَرِه و اوره و شمسی کوره کنایه از جمیع افرادی است که از صدر تا ذیل یک خانواده پرجمعیت را تشکیل دهند. وقتی که همه افراد یک خانواده، از کوچک و بزرگ برای رفتن به جایی (مثلاً به ضیافتی) راه می‌افتند، برای نشان دادن این حقیقت که به همراه بردن همه این عده به خانه کسی نه لازم و نه اخلاقاً کار درستی است، بدین کنایه توسل می‌جویند: «اَرِه و اوره و شمسی کوره به دنبال هم راه افتاده‌اند طرف خانه مردم…»
«اَرِه و اوره و شمسی کوره» معادل «هینس - کونس» در زبان آلمانی، «پینکو پالینو» در زبان ایتالیایی، «پی یق، ژان، ژاک» در زبان فرانسوی، «کل من هبّ و دبّ» در زبان عربی، «پدرو، پاکو، خوان» در اسپانیایی، «آن دِرسون، په ترسون، اولمستره م» به زبان سوئدی و «کاژدی، فسترچ نی، ای پاپه رچنی» در زبان روسی است.
در زبان فارسی، اَرِه و اوره و شمسی کوره، به افراد جورواجور و متعددی اشاره دارد که هرکدام خود را صاحب نقش دیده، دخالت‌های بیجا می‌کنند و گاه در مهمانی‌ها سروصدا راه می‌اندازند.
اَرِه و اوره و شمسی کوره گاهی به شخص سوم هم اشاره دارد و معادل «ننه قمر» است و کاربردش مثل Tom,_Dick_and_Harry در زبان انگلیسی است.
تعبیر فوق در ترجمه فارسی کتاب «جایی که پیاده‌رو تموم میشه» اثر شل سیلورستاین در شعر «توی اون کیسه چیه؟» (به معنی اشیاء گوناگون)، به کار رفته‌است.
تصویر کتاب، مردی را نشان می‌دهد که یک کیسه بزرگ به دوش گرفته‌است.
توی اون کیسه چیه؟

قارچ توشه یا ماه توشه؟

نامه‌های عاشقانه است یا پَرِ غاز توشه؟

شاید هم بزرگترین بادکنک دنیا توشه؟

توی اون کیسه چیه؟ این را همه ش ازم می پرسن همه کس

سنگ مرمره یا کتابه، یا ذرتِ بوداده‌است؟...

مگه هیچ وقت کسی ازم می پرسه: «ببینم روز تولدت کیه؟»...

نه، تنها چیزی که مهمه اینه که بدونن اون کیسه چی توشه

پاره سنگ گوله شده یا زرافه لوله شده؟

«آخه چی توشه؟: اَره، اوره، شمسی کوره؟...